# Reazione di Mitsunobu
La reazione di Mitsunobu è un procedimento di chimica organica che permette la trasformazione di gruppi ossidrilici in una grande varietà di gruppi funzionali, come esteri o tioli, utilizzando la trifenilfosfina e azodicarbossilati come il dietil azodicarbossilato (DEAD). L'alcol subisce un'inversione di configurazione durante la reazione. Essa prende il nome dal suo scopritore, Oyo Mitsunobu.

## Meccanismo di reazione
Il meccanismo di reazione prevede l'attacco della trifenilfosfina (2), che agisce da nucleofilo, sull'azodicarbossilato (1), producendo un intermedio (3) che agisce da base deprotonando l'entità (4, in questo caso un acido carbossilico), che andrà poi a sostituire il gruppo ossidrile del substrato, e anche l'alcol stesso, andando a formare un ossifosfato (8). Questo intermedio può esistere in varie forme (9, 10 e 11) a seconda delle condizioni della reazione, e risulta attivato verso una sostituzione nucleofila dato che il gruppo ossidrile è stato convertito in un ottimo gruppo uscente. L'ultima fase della reazione prevede un normale processo SN2 in cui si forma il nuovo prodotto (12) insieme all'ossido di trifenilfosfina (13).

## Procedimento
La reazione viene tipicamente condotta tramite la lenta addizione dell'azodicarbossilato ad una soluzione contenente l'alcol, il nuovo gruppo entrante e la trifenilfosfina dissolti in un solvente come il tetraidrofurano ad una temperatura di 0 °C. La soluzione viene poi portata a temperatura ambiente e mescolata energeticamente per alcune ore.